# ずべ公天使
『ずべ公天使』（ずべこうてんし）は、高崎三郎と緑川士郎の共作による1959年初演の戯曲、およびそれを原作とした1960年の映画。

## 舞台
浅草の東洋劇場における舞台では、前田通子が主役を演じ、石田瑛二、北川国彦、水島一郎、炎加世子、村上美重らが出演した。

## 映画
上記の戯曲を原作とし、松浦健郎が脚色して小沢茂弘が監督を務め、1960年の映画『ずべ公天使』が東映で制作された。主演は、小宮光江と高倉健で、星美智子、山東昭子、久保菜穂子、小林万里、清川虹子や、舞台にも出演した炎加世子などが出演した。

### あらすじ
黒雲会幹部の岸田（高倉健）は大学出のインテリヤクザ。警察の取り締まり強化の中、ヤクザ社会の先行きを憂慮していた。そんな折、女組長アン子（清川虹子）率いる大穴組が、黒雲会の縄張りを荒らし始めた。岸田は、京子（小宮光江）率いる不良少女たちズベ公緋桜組を利用する一計を案じる。
岸田は、京子たちを更生させると称して、にわかに英語や生花などを勉強させるのだが...

## 同名の別作品
吉行淳之介は1964年に小説『ずべ公天使』を発表しているが、本作とは無関係の内容である。